# Ogcodes colei
Ogcodes colei este o specie de muște din genul Ogcodes, familia Acroceridae, descrisă de Curtis W. Sabrosky în anul 1948. Conform Catalogue of Life specia Ogcodes colei nu are subspecii cunoscute.